# Championnats du monde de duathlon longue distance 2008
Navigation
Édition précédente Édition suivante
Les Championnats du monde de duathlon longue distance 2008 présentent les résultats des championnats mondiaux de duathlon longue distance en 2008 organisés par la fédération internationale de triathlon.
Les championnats se sont déroulés à Geel en Belgique le 10 août 2008.

## Distances parcourues
| Distances course (kilomètres) | Distances course (kilomètres) | Distances course (kilomètres) |
| Course à pied                 | Cyclisme                      | Course à pied                 |
| ----------------------------- | ----------------------------- | ----------------------------- |
| 18                            | 74                            | 9                             |

## Résultats Élite
| Rang               | Athlète            | Pays     | Temps           |
| ------------------ | ------------------ | -------- | --------------- |
| Médaille d'or      | Joerie Vansteelant | Belgique | 3 h 15 min 05 s |
| Médaille d'argent  | Bart Aernouts      | Belgique | 3 h 19 min 10 s |
| Médaille de bronze | Lino Barruncho     | Portugal | 3 h 21 min 28 s |

| Rang               | Athlète               | Pays        | Temps           |
| ------------------ | --------------------- | ----------- | --------------- |
| Médaille d'or      | Catriona Morrison     | Royaume-Uni | 3 h 44 min 23 s |
| Médaille d'argent  | Mariska Kramer-Postma | Pays-Bas    | 3 h 46 min 46 s |
| Médaille de bronze | Urlike Shwalbe        | Allemagne   | 3 h 48 min 21 s |

## Tableau des médailles
| Rang  | Nation      | Or | Argent | Bronze | Total |
| ----- | ----------- | -- | ------ | ------ | ----- |
| 1     | Belgique    | 1  | 1      | 0      | 2     |
| 2     | Royaume-Uni | 1  | 0      | 0      | 1     |
| 3     | Pays-Bas    | 0  | 1      | 0      | 1     |
| 4     | Allemagne   | 0  | 0      | 1      | 1     |
| -     | Portugal    | 0  | 0      | 1      | 1     |
| Total | Total       | 2  | 2      | 2      | 6     |